# Blattkrötchen
Die Blattkrötchen (Allophryne) sind eine kleine, im nordöstlichen Südamerika beheimatete Gattung der Froschlurche. Wegen einer Reihe von Merkmalen, die diese Gattung von anderen Froschgattungen unterscheidet, wurde für sie eine eigene, monogenerische Familie errichtet, die Allophrynidae. Diese Familie umfasst die drei Arten der Gattung Allophryne.

## Merkmale
Bei der schon seit 1926 beschriebenen ersten Art der Familie, Allophryne ruthveni, handelt es sich um einen kleinen Frosch mit einer Körperlänge von 20 bis 30 mm. Die Weibchen sind etwas größer als die Männchen. Das Erscheinungsbild dieser Art erinnert an das der Laubfrösche, im Unterschied zu diesen sind die terminalen Finger- und Zehenknochen jedoch nicht klauen-, sondern T-förmig. Der Rücken ist warzig und stachelig, mit einer Marmorierung in bronzenen, graubraunen, goldenen oder gelblichbraunen Farbtönen und goldgelben Seitenstreifen. Die Schnauze erscheint in der Rückenansicht leicht zugespitzt, in der Seitenansicht nach unten gebogen. Das Tympanum ist nur bei Männchen sichtbar. Schwimmhäute sind an den Hinterfüßen vorhanden, während sie an den Vorderfüßen fehlen. 
Um den Status als eigenständige Familie zu begründen, wurde eine Liste von 13 Skelettmerkmalen von Allophryne ruthveni angeführt. Weitere Arten, die zu dieser Beschreibung passen, wurden erst seit 2012 beschrieben.

## Geografische Verbreitung

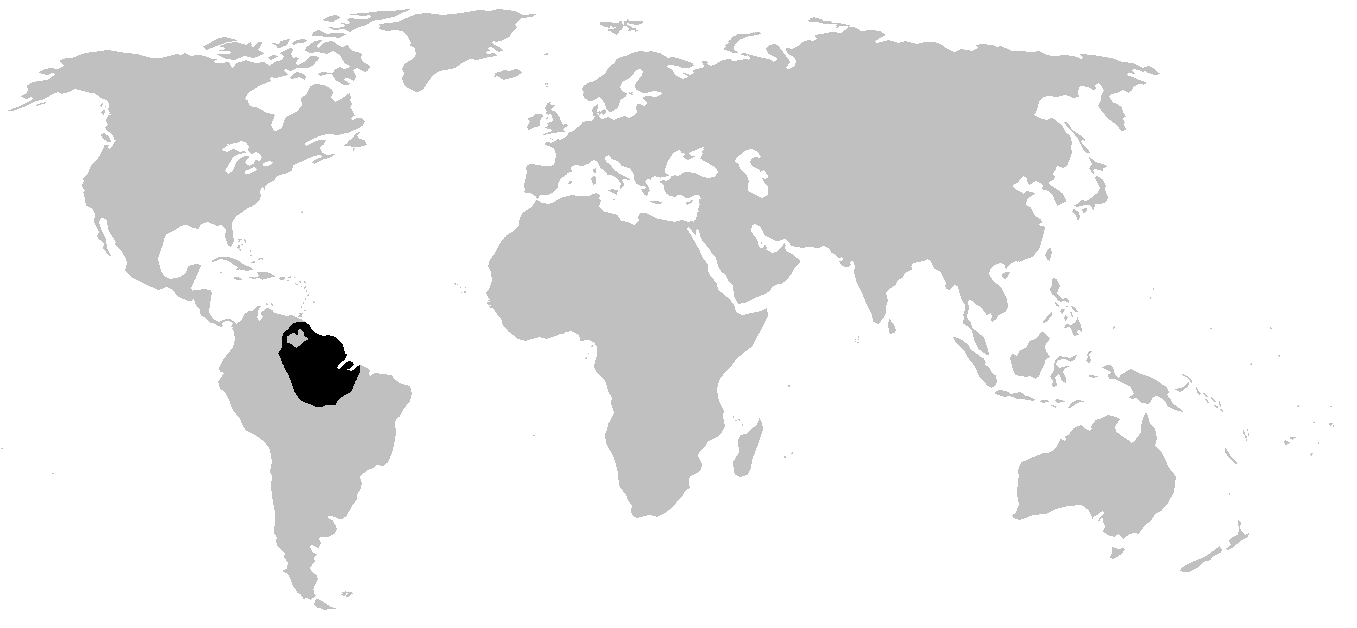
Verbreitungsgebiet von Allophryne ruthveni

Allophryne ruthveni wurde in Venezuela, Guyana, Suriname, Französisch-Guayana und den brasilianischen Bundesstaaten Rondônia, Amapá, Pará, Amazonas, Mato Grosso und Roraima gefunden.
Eine weitere Art (A. resplendens ) wurde am Javari in Peru entdeckt. Die 2013 beschriebene Art Allophryne relicta ist nur von der Typuslokalität im  brasilianischen Bundesstaat Bahia bekannt.

## Lebensweise
Blattkrötchen leben in lichten Wäldern in der Nähe von Tümpeln, Weihern, Bächen und Flüssen. Sie halten sich vorzugsweise in der bodennahen Kraut- und Strauchschicht in Höhen von einem bis drei Metern auf, wo sie sich mitunter zu Gruppen von einigen hundert Tieren versammeln. Das Vorkommen scheint auf Primärwälder beschränkt zu sein. Der Ruf ist ein tiefes, kratzendes Trällern, das vor allem in den frühen Abendstunden zu hören ist. Die Vermehrung erfolgt explosiv in temporären Stillgewässern. Die Paarung erfolgt oberhalb des Bodens auf Pflanzen, wobei das Männchen den Rücken des Weibchens besteigt und es umklammert (Amplexus axillaris). Der Laich besteht aus etwa 300 pigmentierten Eiern und wird ins Wasser abgegeben.

## Systematik und Taxonomie
Allophryne ruthveni wurde bereits 1926 beschrieben, bis 2012 wurden aber keine ähnlichen Arten entdeckt. 1973 wurde von Jay Mathers Savage eine eigene Familie für diese Art geschaffen, die Familie der Blattkrötchen (Allophrynidae). Savage lieferte jedoch keine ausführliche Diagnose für die Familie. 
Dies wurde fünf Jahre später von Coleman Jett Goin, Olive Bown Goin und George Robert Zug in ihrem Grundlagenwerk Introduction to Herpetology („Einführung in die Herpetologie“) nachgeholt.
Die Blattkrötchen sind Vertreter der Neobatrachia, innerhalb derer die Verwandtschaftsbeziehungen zu anderen Taxa kontrovers diskutiert wurden. Nachdem sie aufgrund ihrer äußeren Erscheinung lange Zeit vor allem mit den Laubfröschen in Verbindung gebracht wurden, werden sie in jüngerer Zeit wegen der T-förmigen Finger- und Fußknochen als Schwestergruppe der Glasfrösche aufgefasst. Letzteres wurde durch molekulargenetische Befunde bestätigt.
Eine weitere, im Jahr 2012 beschriebene Art wirkt etwas robuster und hat eine dunkle Grundfärbung mit gelben Punkten. Sie ist somit äußerlich unterscheidbar und wurde durch Sequenzunterschiede in der ribosomalen RNA (mittels Sequenzanalyse) als neue Art mit dem Namen Allophryne resplendens klassifiziert. 2013 wurde Allophryne relicta erstmals beschrieben.
Somit sind in dieser Familie drei Arten vertreten:
(Stand: 10. April 2021)
- Allophryne ruthveni Gaige, 1926
- Allophryne resplendens Castroviejo-Fisher, Pérez-Peña, Padial & Guayasamin, 2012
- Allophryne relicta Caramaschi, Orrico, Faivovich, Dias & Solé, 2013[13]

## Gefährdung und Schutz
Die von Blattkrötchen benötigten Lebensräume sind im Verbreitungsgebiet von Allophryne ruthveni in den vergangenen Jahren durch Waldrodung etwas reduziert worden. Die Bedrohung ist jedoch gegenwärtig gering, da die Tiere überwiegend in Regionen leben, die wenig vom Menschen beeinflusst sind. In der Roten Liste gefährdeter Arten der IUCN wird Allophryne ruthveni als Least Concern (nicht gefährdet) eingestuft.